# オースティン・フリーマン
リチャード・オースティン・フリーマン（Richard Austin Freeman, 1862年4月11日 - 1943年9月28日）は、イギリスの推理作家。
ジョン・イヴリン・ソーンダイク博士を主人公とした推理小説で人気を博した。犯罪描写に優れ、倒叙推理小説の創始者とされる。

## 経歴
仕立屋リチャード・フリーマンの息子としてロンドン・ソーホーに生まれる。家業を継がず医師を志し、1887年にミドルセックス病院（Middlesex Hospital）で医師の資格を取り、同病院に勤務する。同年アニー・エリザベス・エドワーズ（Annie Elizabeth Edwards）と結婚した。しかし経済的理由からイギリスを離れ、当時イギリスの植民地であった黄金海岸（現在のガーナ）のアクラにある病院に数年間勤務した。その間､マラリアに罹り病気帰国するも再び今度は行政官として黄金海岸国境に赴任し当時ドイツ領であったトーゴとの国境紛争の調停に従事した。しかし今度は黒水病に罹り帰国、回復はしたものの生涯苦しむこととなる。この時の経験はいくつかの作品にも反映されている。
帰国後はホロウェイ刑務所の医師などをして過ごしていた。シャーロック・ホームズシリーズに触発されて1902年に刑務所医時代の友人であったJ・J・ピトケアンとの合作で怪盗ロムニー・プリングルが活躍する短編をクリフォード・アッシュダウン（Clifford Ashdown）の筆名で雑誌に連載した。この成功をみて作家としてやっていくことを思い立った。
1907年本名名義の長編『赤い拇指紋』で法医学者探偵のソーンダイク博士を初登場させた。同作は推理小説の中で指紋を最初期に取り上げた作品として有名である。そしてストランド・マガジンのライバル誌であったピアスンズ・マガジンにソーンダイクものの短編を連載し人気を獲得していった。1912年ソーンダイクものの第二短編集『歌う白骨』では初めて倒叙形式を使用し、推理小説に新たな境地を開いた。
第一次世界大戦中は軍医として働いたが、それ以降医者として活動することはほとんどなかった。戦後は時代に合わせて長編執筆が主になり、推理文壇の大御所として推理作家の親睦団体ディテクションクラブ結成に際しては､F・W・クロフツらと共に創立発起人を務めた。老齢ながらクラブの会合にも時折姿を見せたという。
自宅のあったケント州グレーヴズエンド（Gravesend）はイギリス南部の保養地で第二次大戦中はドイツ軍による激しい空襲にさらされた。そんななかでフリーマンは1942年まで長編推理小説を書き続け、翌年パーキンソン病で亡くなった。

## 作風・評価
一貫して推理小説に指紋や血痕の鑑識など当時最新の法医学や鑑識技術を取り入れ、一見不可能に見える出来事を科学的に解明する作風で読者の興味を誘った。ソーンダイク博士は犯罪捜査に科学技術を取り入れた探偵として、「シャーロック・ホームズ最大のライバル」と呼ばれ人気を得ている。また､犯行場面から描く倒叙形式の導入や科学的犯罪捜査の面白さなどで、推理小説の興味を「犯人当て」（フーダニット）から「どのように犯罪を行ったか」（ハウダニット）へ深化させたことが評価されている。しかし当時最新の知識を使ったがために、現代に読むと古くさく見えるという欠点も伴っている。
イズレイル・ザングウィルと並び、推理小説におけるフェアプレーの原則を最初に提唱した一人でもある。ある評論の中で読者に常にフェアでならないことを述べ、そのために犯罪場面をこと細かに描写したり、実際に指紋や血痕の写真に掲載したりすることで（フリーマンは作中のトリックが可能かどうか自ら家で実験を繰り返していた）読者に手がかりを与えた。一方で専門的知識がなければ解明できないことが多くその点でフェアプレーとは言い難いとも指摘される。
一般的に短編の方が評価は高く、長編は冗長で退屈だと評されることが多い。そんななかでも『証拠は眠る』やMr. Pottermack's Oversight（邦訳『ポッターマック氏の失策』）の評価は高い。アフリカ時代の経験や医者時代の苦労した経験が作品のあちこちに反映されている。推理小説以外では冒険小説も執筆している。
シャーロック・ホームズ譚がリアルタイムで雑誌に発表されていた短編探偵小説の黄金時代から活躍し、その後の長編全盛の時代には他の作家に互して死の前年まで精力的に長編を発表していた。全作品を通しての再評価はこれからである。
レイモンド・チャンドラーはハミシュ・ハミルトン（チャンドラーの著作を出版していたロンドンのハミシュ・ハミルトン書店の専務）へ宛てた1949年12月13日の手紙で以下のように書いている。
このオースティン・フリーマンという人間はすばらしい作家です。彼のジャンルでは彼に匹敵するものはなく、一般で考えられているよりもはるかにすぐれた作家です。くどくどしく、退屈のように思えながら、まったく思いもつかぬサスペンスをつくりあげているからです。彼が用いる文脈は退屈になりがちのものですが、彼は退屈ではないのです。彼のヴィクトリア時代調の恋愛描写には、ガス灯の魅力さえうかがえます。脚のながいソーンダイク博士が好人物で頭のはたらきのにぶいワトスン、ジャーヴィス医師にともなわれて、庭を散歩するようにロンドン中を歩きまわるすばらしい描写についても、おなじことがいえます。

## 長編

### ソーンダイク博士シリーズ
- 「赤い拇指紋」 The Red Thumb Mark, 1907.  -  ソーンダイク博士の登場する最初の長編。
  - 『赤い拇指紋』吉野美恵子訳（「創元推理文庫」.1982年）
  - 『赤い拇指紋』水野泰舜訳（改造社『世界大衆文学全集 第60巻 ソーンダイク博士』.1930年.版元解散、省略がある）
- 「オシリスの眼」 The Eye of Osiris, 1911.（米題：The Vanishing Man, 1912） 
  - 『オシリスの眼』二宮佳景訳（早川書房、1951年）※省略あり、絶版
  - 『オシリスの眼』渕上痩平訳（ROM叢書、2012年)
  - 『オシリスの眼』渕上痩平訳（ちくま文庫、2016年）※ROM叢書版の全面改訳
- 「三十一号新館事件」 The Mystery of 31, New Inn, 1912. 
  - 『オリエンタリストの遺言書』美藤志州訳（Kindle、2017年）
  - 『ニュー・イン三十一番の謎』福森典子訳（論創社、2019年）
- 「もの言えぬ証人」 A Silent Witness, 1914.
- 「ヘレン・ヴァードンの告白」 Helen Vardon's Confession, 1922.
- 「猫目石」 The Cat's Eye, 1923. 
  - 『猫目石』（近藤経一訳（平凡社「世界探偵小説全集18」、1929）※大幅な抄訳
  - 『キャッツ・アイ』渕上痩平訳（ROM叢書、2013年）絶版
  - 『キャッツ・アイ』渕上痩平訳（ちくま文庫、2019年）※ROM叢書版の全面改訳
- 「アンジェリーナ・フルードの謎」 The Mystery of Angelina Frood, 1924.  -  ソーンダイク博士の第七長編。
  - 『男装女装』邦枝完二訳（平凡社「世界探偵小説全集17」、1929）*大幅な抄訳
  - 『アンジェリーナ・フルードの謎』西川直子訳（論創社「論創社海外ミステリ―ホームズのライヴァルたち」、2016）全訳
- 「狼の影」 The Shadow of the Wolf, 1925. - 倒叙
  - 『偽装を嫌った男』美藤志州訳（Kindle、2020年）
- 「ダーブレイの秘密」The D'Arblay Mystery, 1926. 
  - 『ダーブレイの秘密』中桐雅夫訳　ハヤカワポケットミステリ340（早川書房、1957年）
- 「ソーンダイク博士の流儀」 A Certain Dr. Thorndyke, 1927.
- 「証拠は眠る」 As a Thief in the Night, 1928. 
  - 『証拠は眠る』武藤崇恵訳（原書房、2006年）
- 「ポッターマック氏の失策」Mr. Pottermack's Oversight, 1930.） - 倒叙
  - 『ポッターマック氏の失策』 鬼頭玲子訳（論創社 論創海外ミステリ、2008年）
- 「大司祭の息子」 Pontifex, Son and Thorndyke, 1931.
- 「内輪もめ」When Rogues Fall Out, 1932.（米題：Dr. Thorndyke's Discovery）
  - 『内輪もめ』美藤志州訳　（Kindle、2014年）
- 「プラチナ物語」Dr. Thorndyke Intervenes, 1933.
  - 『プラチナ物語』美藤志州訳　（Kindle、）
- 「被告側の証人」 For the Defence: Dr. Thorndyke, 1934.
- 「ペンローズ失踪事件」 The Penrose Mystery, 1936.
  - 『ペンローズ失踪事件』 美藤健哉訳（長崎出版、2007年）
- 「冷たい死」 Felo de Se?, 1937.（米題：Death at the Inn）
  - 『冷たい死』美藤志州訳（Kindle、2013年）
- 「猿の肖像」 The Stoneware Monkey, 1938. 
  - 『猿の肖像』青山万里子訳（長崎出版、2008年）
- 「ポルトン氏の説明」 Mr. Polton Explains, 1940.
- 「ジェイコブ街の謎」 The Jacob Street Mystery, 1942.（米題：The Unconscious Witness） - ソーンダイク博士の最後の長編。

### ノンシリーズ
- The Surprising Experiences of Mr. Shuttlebury Cobb, 1927.
- The Queen's Treasure, 1975.（Clifford Ashdown名義）

## 短編集

### ソーンダイク博士シリーズ
邦訳は、大久保康男訳「ソーンダイク博士の事件簿」、大久保康男訳「ソーンダイク博士の事件簿Ⅱ」（各創元創元推理文庫）他があるが、複数の短編集から日本独自に短編を択んで編修したものになっている。但し、中央公論社の『歌う白骨』と嶋中文庫の訳書は『歌う白骨』の全訳である。

ソーンダイク博士の登場する作品に就いて
- 「ソーンダイク博士の事件簿」 John Thorndyke's Cases, 1909.（米版：Dr. Thorndyke's Cases, 1931）

1. The Man with the Nailed Shoes　「謎の靴跡」
2. The Stranger's Latchkey　「新来者の鍵」
3. The Anthropologist at Large　「人類学講座」
4. The Blue Sequin　「青いスパンコール」
5. The Moabite Cipher　「モアブ語の暗号」
6. The Mandarin's Pearl　「中国貴族の真珠」
7. The Aluminium Dagger　「アルミニウムの短剣」
8. A Message from the Deep Sea　「深海からのメッセージ」

- 「歌う白骨」 The Singing Bone, 1912. - 大久保康雄訳『歌う白骨』（中央公論社、1963年/嶋中文庫、2004年） - 倒叙（短編「老いたる前科者」は例外）

1. The Case of Oscar Brodski　「オスカー・ブロズキー事件」[3]
2. A Case of Premeditation　「計画殺人事件」
3. The Echo of a Mutiny　「歌う白骨（反抗のこだま[4]）」
4. A Wastrel's Roamnce　「おちぶれた紳士のロマンス」
5. The Old Lag　「老いたる前科者」

- The Great Portrait Mystery, 1918.

1. The Great Portrait Mystery
2. The Bronze Parrot
3. The Missing Mortgage　「消えた金融業者」
4. Powder Blue and Hawthorn
5. Percival Bland's Proxy　「パーシヴァル・ブランドの替え玉」
6. The Attorny's Conscience
7. The Luck of Barnabas Mudge

- 「青い甲虫」 Dr. Thorndyke's Casebook, 1923.（米題：The Blue Scarab, 1924）

1. The Case of the White Footprints　「白い足跡の謎」
2. The Blue Scarab　「青い甲虫」
3. The New Jersey Sphinx　「ニュージャージのスフインクス」
4. The Touchstone　「試金石」（遺言状の行方）
5. A Fisher of Men　「人間を釣る」
6. The Stolen Ingots　「盗まれた金塊」
7. The Funeral Pyre　「焼死体の謎」

- 「文字合わせ錠」 The Puzzle Lock, 1925.

1. The Puzzle Lock　「文字合わせ錠」
2. The Green Check Jacket　「緑色の背広服」
3. The Seal of Nebuchadnezzar　「稀代の印鑑」
4. Phyllis Annesley's Peril　「フィリス・アネズリーの受難」
5. A Sower of Pestilence　「悪疫の伝播者」
6. Rex v. Burnaby　「バーナビイ事件」
7. A Mystery of the Sand-hills　「砂丘の秘密」
8. The Apparition of Burling Court　「バーリング・コートの亡霊」
9. The Mysterious Visitor　「謎の訪問者」

- 「不思議な宝石箱」（魔法の小函）The Magic Casket, 1927.

1. The Magic Casket 「不思議な宝石箱」 - 日本人名「Uyenishi（上西）」や金属名「shakudo（赤銅）」が作中にあり、日本を題材にした作品となっている。
2. The Contents of a Mare's Nest　「空騒ぎ」
3. The Stalking Horse　「社会改造の敵」
4. The Naturalist at Law　「疑問の溺死」
5. Mr. Ponting's Alibi　「ポッティング氏のアリバイ」
6. Pandora's Box　「パンドラの箱」
7. The Trail of Behemoth　「巨獣の跡」
8. The Pathologist to the Rescue　「病理学者の救助」
9. Gleanings from the Wreckage　「バラバラ死体は語る」

- Flighty Phyllis, 1928.

1. The Understudy
2. The Minotaur
3. Mr. Shylock
4. A Variety Entertainment
5. A Double Capture
6. Storm and Sunshine
7. Love and a Graven Image

- The Dead Hand and Other Uncollected Stories, 1999. - 単行本未収録の短編を集めたもの。ソーンダイク博士もの１編所収

Detection and Mystery
1. The Dead Hand
2. The Sign of the Ram
3. The Mystery of Hoo Marsh
4. The Mystery of the Seven Banana Skins

Bill Jakins Stories
1. Caveat Emptor
2. Victims of Circumstances
3. The Great Tobacco 'Plant'
4. Beyond the Dreams of Avarice
5. A Bird of Passage
6. The Sleuth-hounds
7. The Free Trip
8. The Comedy of the Artemis

Other Sea Stories
1. The Resurrection of Matthew Jephson
2. A Signal Success
3. The Ebb Tide
4. By the Black Deep
5. A Question of Salvage

Comedy and Romance
1. Under the Clock
2. The Costume Model
3. "Ye Olde Spotted Dogge"
4. A Suburban Autolycus
5. A Woman's Vengeance
6. Ruth
7. The Great Slump

Essays and True Crime
1. The Art of the Detective Story
2. The Cleverest Murderer - In Fact or Fiction
3. The Peasenhall Mystery
4. Meet Dr. Thorndyke

### 怪盗プリングルもの
- 「ロムニー・プリングルの冒険」 The Adventures of Romney Pringle, 1902.（Clifford Ashdown名義）

1. The Assyrian Rejuvenator　「アッシリアの回春剤」（山田辰夫訳.「ハヤカワ・ミステリ・マガジン」1975年1月号.所収）
2. The Foreign Office Despatch　「外務省公文書」（深町真理子訳.光文社文庫『クィーンの定員Ⅱ』.光文社.1992年.所収）
3. The Chicago Heiress　「シカゴの相続人」（乾信一郎訳.ハヤカワ・ミステリ文庫『シャーロック・ホームズのライヴァルたち１』.早川書房.1983年.所収）
4. The Lizard's Scale
5. The Paste Diamonds
6. The Kailyard Novel

- The Further Adventures of Romney Pringle, 1970.（Clifford Ashdown名義）

1. The Submarine Boat
2. The Kimberley Fugitive
3. The Silkworms of Florence
4. The Box of Specie
5. The Silver Ingots
6. The House of Detention

### ダンビー・クローカーもの
- 「ダンビー・クローカーの手口」The Exploits of Danby Croker, 1916.

1. The Changeling
2. The Prison-Breaker
3. The Brazen Serpent　「真鍮の蛇」（Ｅ．クィーン編『完全犯罪大百科/下』.創元推理文庫.所収）
4. The Constable's Helpmate
5. A Votive Candle
6. The Emperor's Keepsake
7. Woman and Superwoman
8. The Good Samartian
9. The "Prison Joseph"
10. Peter Mockett's Legacy
11. Aunt Jemima
12. The Heavenly Twins
13. Susannah's Dowry

### チャロナー教授もの
- 「科学者探偵の裁決」The Uttermost Farthing: A Savant's Vendetta, 1914.（英題：A Savant's Vendetta, 1920）

1. The Motive Force
2. "Number One"
3. The Housemaid's Followers
4. The Gifts of Chance
5. By-products of Industry
6. The Trail of the Serpent
7. The Uttermost Farthing

### ノンシリーズ
- From a Surgeon's Diary, 1975.（Clifford Ashdown名義）

1. The Adventure at Heath Crest
2. How I Acted for an Invalid Doctor
3. How I Attended a Nervous Patient
4. How I Met a Very Ignorant Practitioner
5. How I Cured a Hopeless Paralytic
6. How I Helped to Lay a Ghost

## 普通小説
- The Golden Pool, 1905.
- The Unwilling Adventurer, 1913.

## ノンフィクション
- 「アシャンティとジャマンの紀行と生活」 Travels and Life in Ashanti and Jaman, 1898. - 処女出版。アフリカでの病院勤務の体験記

## 註
1. ↑   レイモンド・チャンドラー語る. 早川書房. (1984)
2. ↑  邦訳の詳しくはが詳しいがやや情報が古くなっている
3. ↑  邦題は、東京創元社のもの。ほかに「ブロドスキー事件」などの表記もあり。
4. ↑  短編の原題は「反抗のこだま」であり、第2章（解決編）の「歌う白骨」が、全体の短編集タイトルにもなっている。